# André Leroy
André Leroy (Angers, 1801. augusztus 30. – Angers, 1875. július 23.) francia kertész, pomológus, szakíró. Botanikai szakmunkákban nevének rövidítése: „Leroy”.

## Családja
Három generációra visszamenő, nagy múltú francia gyümölcskertész család leszármazottja, maga is neves pomológus. Levéltári forrásokban 1730-ig, három nemzedékig lehet visszakövetni kertészeti működésüket, de saját szavai szerint családjában 1698-tól kezdődött a faiskolanevelés szakmája. Dédapja, François (1690 k. – 1767) kertészmester 1730-ban rendezte be az angers-i ültetvényt François-Pierre (1741–) fiával és két unokájával, Pierre-Andréval (1767–1809) és Symphoriennel (1770–1855). Utóbbi unoka a Párizs felé vivő Banchais út melletti „Nagy kertben” maradt apjával, Pierre-André azonban elhagyta a külvárost, és a város szívében telepedett le a Châteaugontie utca mentén. A vállalkozás felvirágzását egy időre megtörte, hogy az apa 1809-ben elhunyt, hátrahagyva 8 éves kisfiát, Andrét, akinek így a későbbi tanulmányai mellett özvegyen maradt anyját is támogatnia kellett.

## Életrajza
A szülővárosában végezte el líceumi tanulmányait. Utána 18 évesen a párizsi Jardin des plantes-ban és az egyetemen André Thouin botanikus, Gabriel Thouin tájkertész, (előbbi öccse) és Oscar Leclerc-Thoüin mezőgazdász – André és Gabriel unokaöccse – személyes támogatásával képezte tovább magát a kertészettudományokban.
Közel 22 évesen állt apja angers-i üzletének élére. Pályája kezdetén – 1822-ben – négyhektáros faiskolával kezdte működését, amely halálakor (1875-ben) már 168 hektárra növekedve 300 munkásnak adott kenyeret. Gyümölcsfa ültetvénye, mely élete végén csak a körtefajtákból 650-et számlált, egész Nyugat-Európát, sőt Észak-Amerikát is ellátta oltványokkal. Vállalkozása már üzemi szintűnek tekinthető. 1865 körül gazdaságának területe (kb. 1000 négyzetméternyi üvegházzal) Angers-től 30 km távolságra is elnyúlt, így a szőlő-, alma- és körtetermesztésre alkalmas klímájú vidéken különböző ökoszisztémákat tudott kialakítani a talajadottságok szerint (az agyagos-mészkő, a világos vagy homokos hangaföldű területeken).

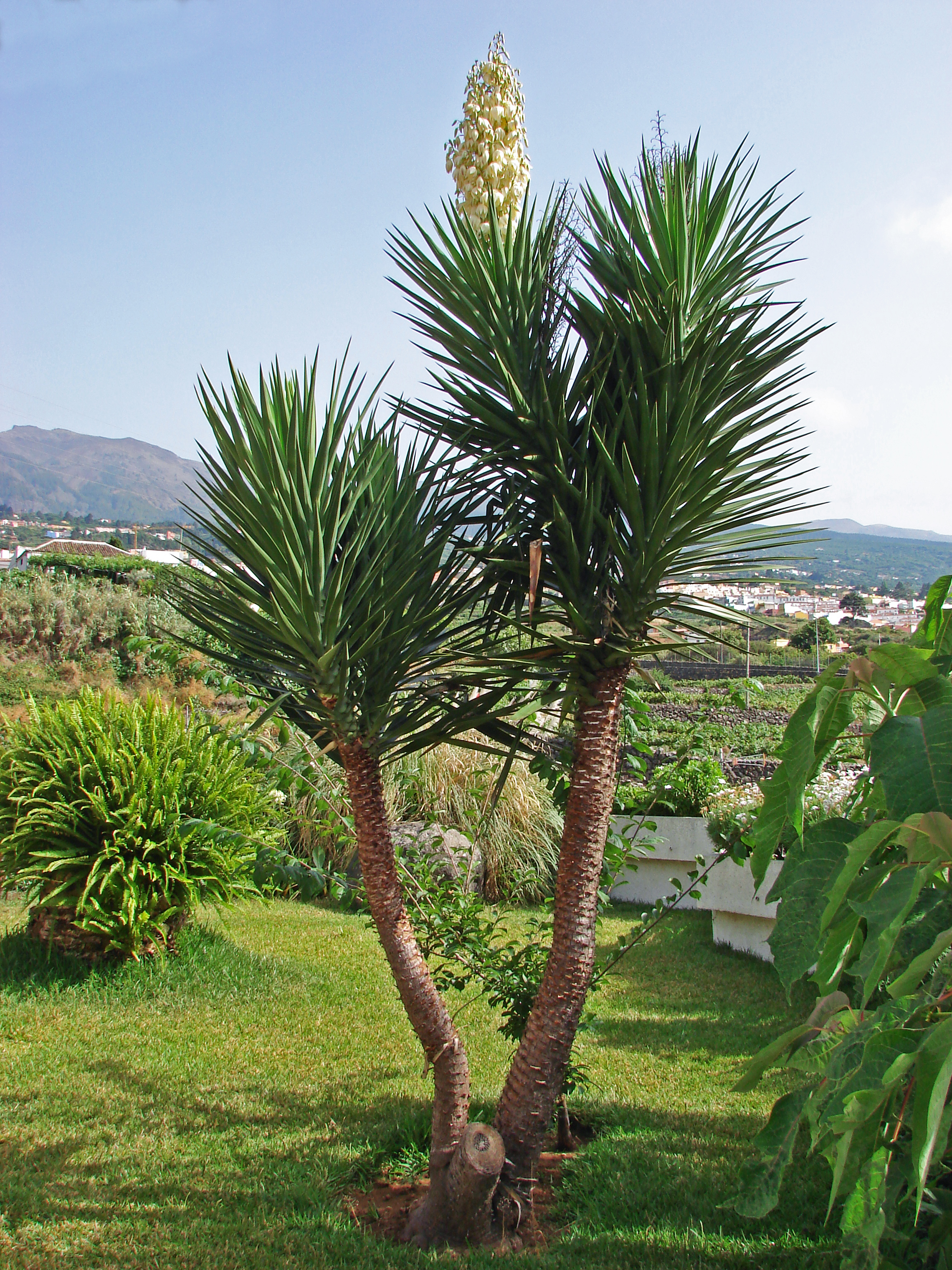
Pálmaliliom vagy jukka (Yucca)

Számos utazást is tett különböző faiskolák és gyümölcskerti gyűjtemények tanulmányozására. Amerikai kereskedelmi kapcsolatait is nagymértékben kiépítette, 1849-ben fióktelepet létesített New Yorkban.
1838-ban beválasztották az Angers-i Kertészeti Bizottságba. 1840 és 1845 között, valamint 1848 és 1870 között Angers városának városi tanácsosa lett. 1855-ben elnyerte a francia Becsületrend lovagi fokozatát. 1864-ben a Maine-et-Loire-i Kertészeti Társaság elnökévé választották. Az Angers-i Ipari Társaság alapító tagja volt.
André Leroy kerttervezőként is aktív volt. Közel 320 tervlapját őrzi a megyei levéltár, nem beszélve a magánlevéltárakban lévőkről. 1842 és 1850 között vezetett jegyzetfüzete szerint csak 1849-ben 380 megrendelőt látogatott meg kertépítészeti ügyben és 336 parkot tervezett. E tevékenysége eredményeképpen tervezőirodája a jövő tájkertészeinek is gyakorló terepévé vált, így Édouard André és Pierre-August Killian is itt kezdték pályafutásukat.
1859-ben megbízták az angers-i prefektúra körüli park és a város központjában elterülő Mail kert  rendezésével, virágosításával, amelyet – miután haláláig nem hagyta el Angers-t, sőt lakóháza is állandó volt –, élete végéig szívesen gondozott. Helyi, országos és nemzetközi kiállításokon jelent meg terményeivel és előkelő díjakat nyert, így az 1867. évi párizsi világkiállításon 1078 gyümölcsfajtával vett részt.
1851. július 1-jén André Leroy lányát, Marie Léonide Leroy-t (1832–1913) feleségül vette Eugène Pierre Appert angers-i festőművész. Másik leányát, Augustine Alice Leroy-t (1838–1883) 1860-ban Auguste Edouard Loriol de Barny (1830–1884) jegyző és városi tanácsnok vette el, aki a kertészeti gazdaságot és Leroy szellemi hagyatékát is gondozta.

## Művei

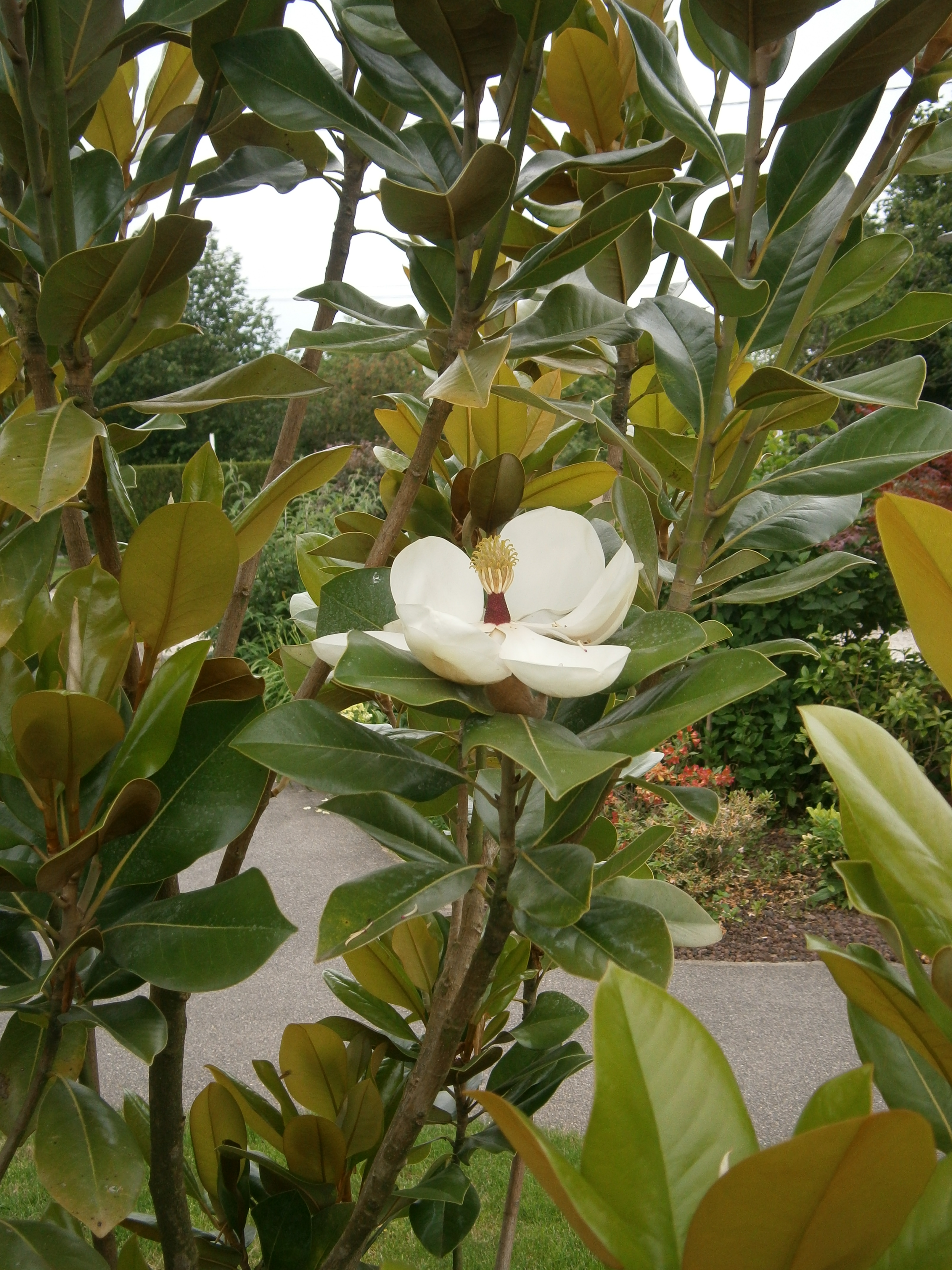
Nagyvirágú liliomfa virága

Jelentős szakirodalmi tevékenységet is folytatott. Bár pomológiai szaktekintélynek számított, de nem csupán a gyümölcsök keltették fel érdeklődését, olyan technikai eszközöket keresett, amelyekkel a magnóliákat nagy mértékben szaporíthatja, vagy a kaméliákat a szabadban termesztheti. Kísérletezett teacserje-termesztéssel is, melyért a Központi Mezőgazdasági Társaságtól 1846-ban kitüntetést kapott. Leroy 1855-ben Angliából 3 fiatal tő Anjou du Wellingtonia (Sequoiadendron gigantea) kaliforniai Óriás mamutfenyő példányt importált, és egy 2 méter körüli példányt felajánlott a Bois de Boulogne-beli Akklimatizációs kert részére (Jardin d’Acclimatation). Elterjesztette a Kínai kenderpálma, a Pálmaliliom és a Nagyvirágú liliomfa divatját, utóbbi egyik fajtáját róla nevezték el.
1845-ben  Leroy egyik művezetőjét, Baptiste Desportes-t kiküldte az Egyesült Államokba. S a piac elnyerése érdekében angolul is megjelentette „Catalogue général descriptif et raisonné” című, a gyümölcsösét és faiskoláját részletesen ismertető katalógust, melyet még abban az esztendőben öt nyelvre fordítottak le. (E művéért nyerte el a Francia Becsületrend lovagi fokozatú kitüntetését). 1830-tól mintegy 3000 körte-, alma-, cseresznye-, szilva-, őszibarack- és szőlőfajtát gyűjtött egybe, mely az összehasonlítási és vizsgálati lehetőségek folytán a pomológia területén is megfellebbezhetetlen tekintéllyé emelte. Az Angers-i Kertészeti Bizottság tagja, majd elnökeként André Leroy az új fajtákat is bevezette ebbe a gyűjteménybe, szaporította, így biztosította terjesztésüket. A „Dictionnaire de pomologie” című alapművének kiadását már veje fejezte be. (I.: 1867; II.: 1869. Az első két kötetben 915 féle körte; III.: 1872; IV. 1873. A két kötetben 527 alma; V.: 1877. 43 féle sárgabarack és 127 féle cseresznye; VI.: 1879. 143 féle őszibarack tüzetes leírása található.)
Az angers-i Keleti Temetőben nyugszik.

## Kerttervezési munkái (válogatás)
André Leroy Indre-et-Loire megyei Levéltárban őrzött összegyűjtött feljegyzései és tervei (fondja) azt mutatják, hogy számos magánparkot épített Touraine-ben a helyi személyiségek felkérésére, így többek között Belle à Rouziers szenátor, Hainguerlot à Villandry báró, d’Angellier à la Bourdaisière báró számára.
- A l’Islette kastély(wd) parkja és kertje (Azay-le-Rideau), 1830 körül. – Angolpark, amelyet André Leroy az 1830-as évek körül tervezett és ültetett. A különleges klímájú környezet, az Indre folyónak köszönhető, mely körülveszi a parkot.
- Touraine-ben épített számos kertről készült Leroy-féle irodában tervrajz. Például a Langeais-i (Indre-et-Loire) magánkertek rendezési tervei, melyeken a napóleoni kataszteri felmérés alapvonalai feketével, a rendezési terv pedig piros tintával van jelölve.
- A La Bourdaisière uradalom parkja és kertjei, Montlouis-sur-Loire (Indre-et-Loire), 1849 körül Joseph-Jérôme Angellier báró számára (tervrajzok). – A báró a birtokot megszerezve, a kastélyt újjáépítette. Ezután kérte fel André Leroyt, hogy készítsen tervet a park átalakítására. Bár ekkor a terv nem valósult meg, mégis ihletet adhatott a szintén tájkertész vénájú bárónak – aki a parkosított kertekről korábban már esszét is írt (1832), és az Indre-et-Loire-i Mezőgazdasági Társaságnak 1842 és 1857 között elnöke volt –, hogy a park angolkerti stílusban valósuljon meg.
- Les Touches-i kastély,[4] Savonnières (Indre-et-Loire), Év n. Alfred Mame számára (csak terv). – André Leroy tereprendezési tervrajza a park környékéről.
- Tours Botanikus Kertje (Indre-et-Loire). 1831 és 1843 között Angellier báró számára. – A kert létrehozását a város egyik mocsaras területén, Jean-Anthyme Margueron, gyógyszerész, valamint André Leroy végezték el. Az orvosi oktatás nélkülözhetetlen kiegészítőjeként az itteni Orvostudományi és Gyógyszerészeti Előkészítő Iskola királyi rendelettel történő létrehozása miatt kérték fel a gyakorlókert kialakítására. A növénytani arborétumon kívül ezért erdészeti, gyümölcstermesztési, zöldség- és gabonafélék, takarmánynövények, olaj- és festőnövények termesztése számára kellett területet kialakítani. 1853-ban Tours városa vette át a botanikus kert kezelését, amely később nyilvános parkká vált a tudományos kert mellett.
- A villandryi kastély parkja és kertjei (Villandry, Indre-et-Loire), 1842 és 1849 között, Hainguerlot gróf számára. – A kerteket André Leroy a 19. század első felében parkosította.

## Emlékezete
- Nevét Angers-ben tér, utca és park is őrzi, Trélazében utcát neveztek el róla.
- A francia „Almaropogtatók Egyesületének” (Les Croqueurs de Pommes Association) [5] Anjou-i régiója (kb. a Maine-et-Loire megye körzete) rendezvényein, honlapján folyamatosan megemlékezik róla.[6]

## Képgaléria

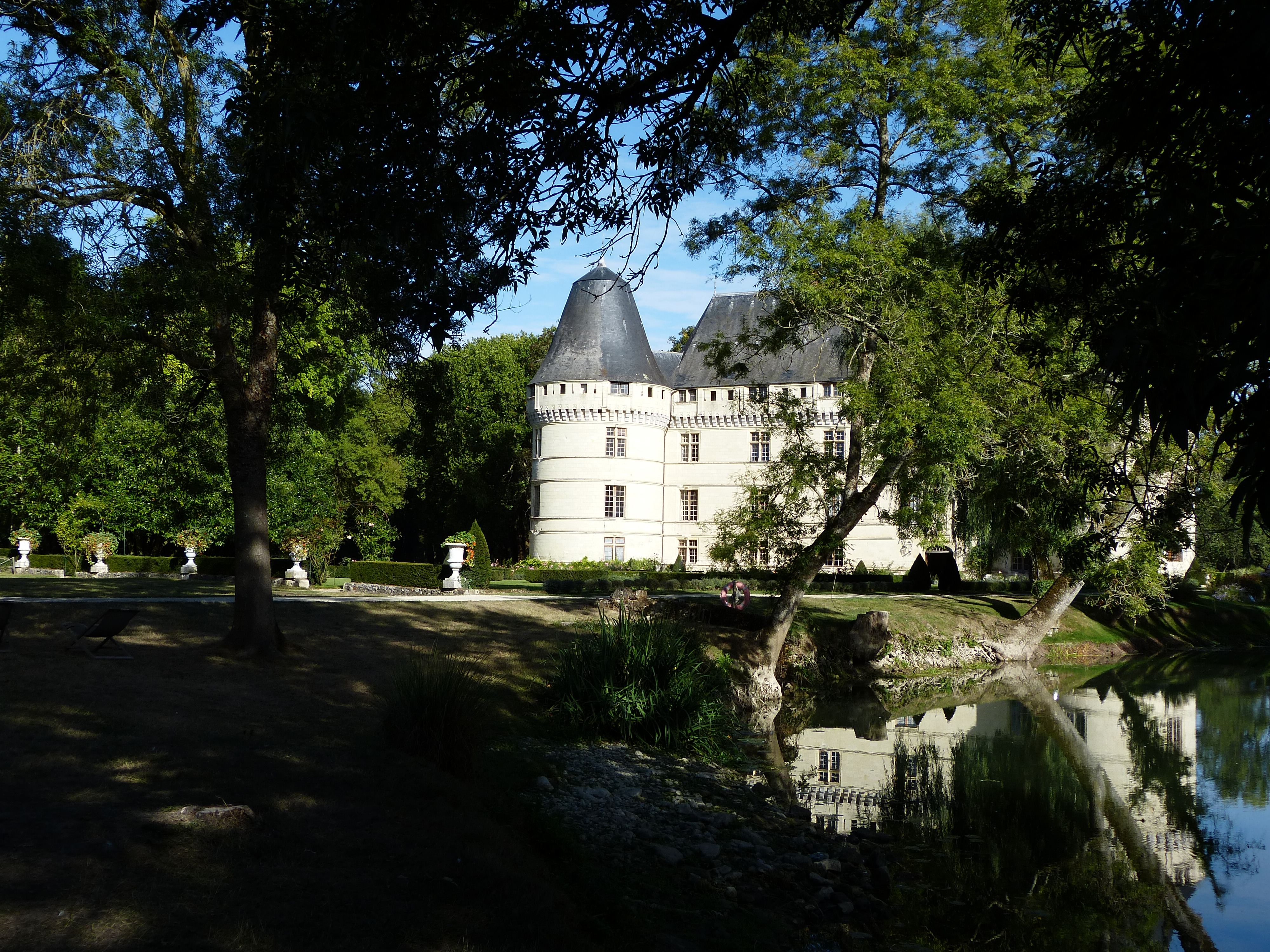
A l’Islette kastély, Azay-le-Rideau, 2017
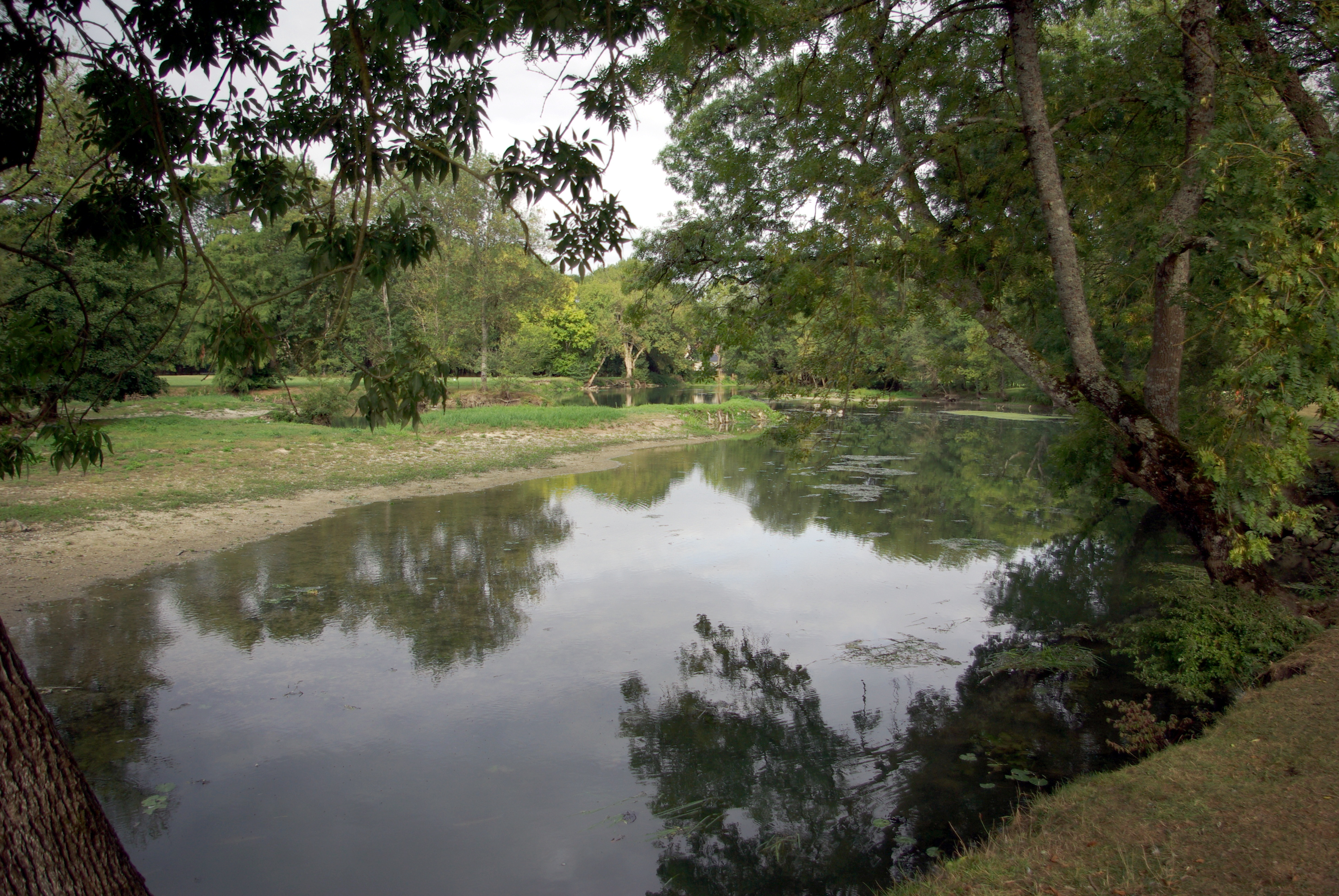
Az Indre folyó partja a l’Islette kastély parkjában, Azay-le-Rideau, 2017
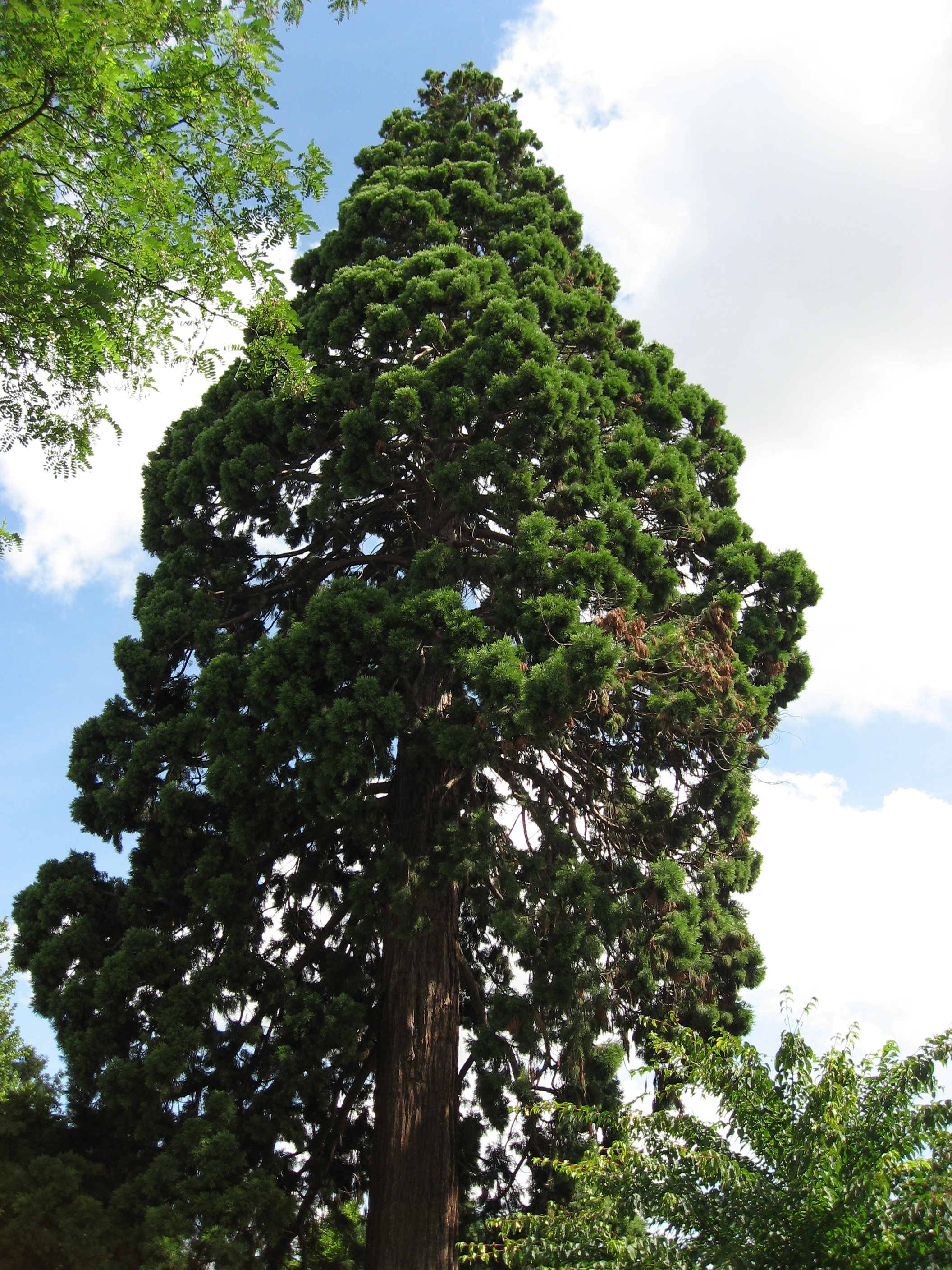
Óriás mamutfenyő a tours-i botanikus kertben, 2008
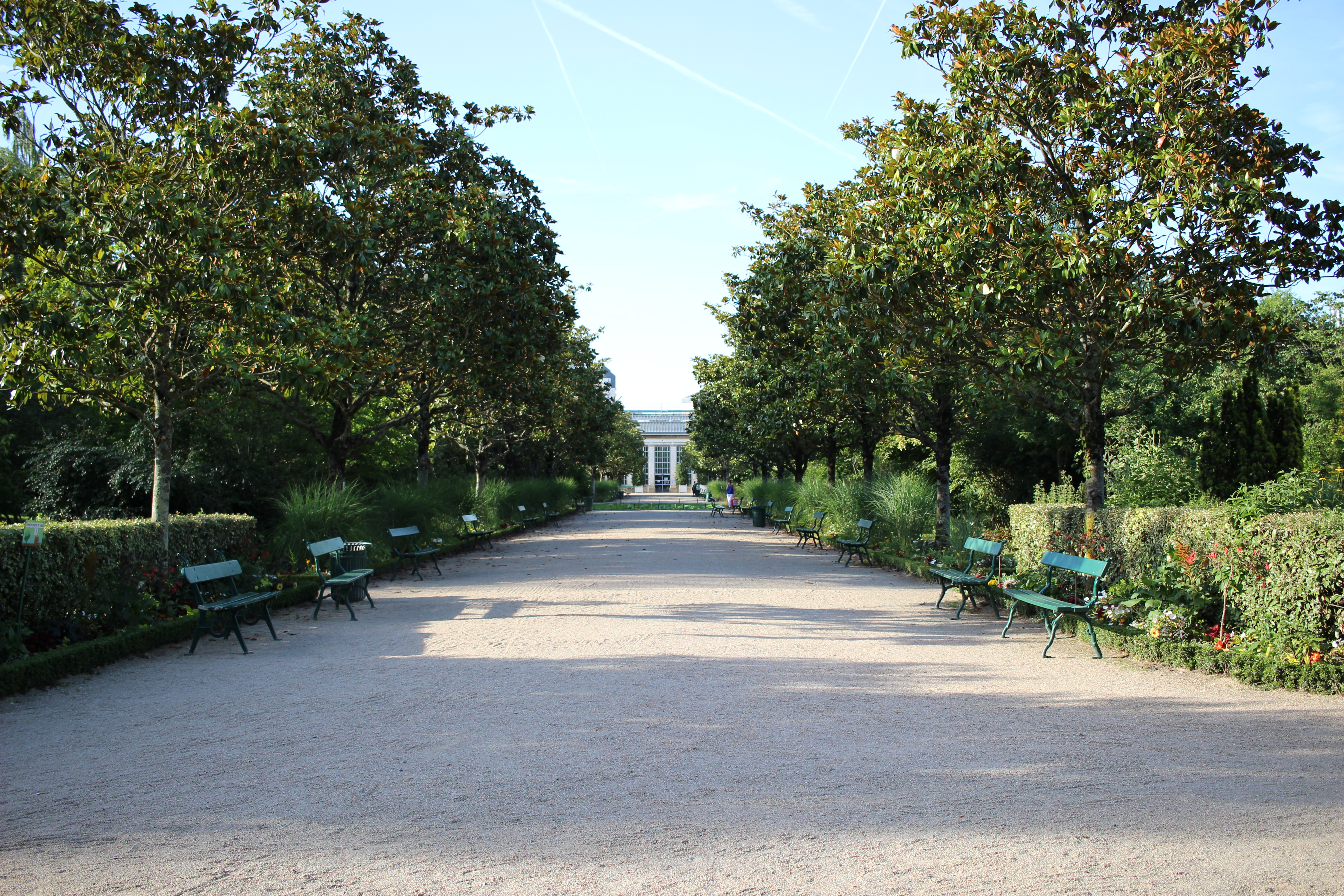
A Botanikus kert liliomfás sétánya Tours-ban
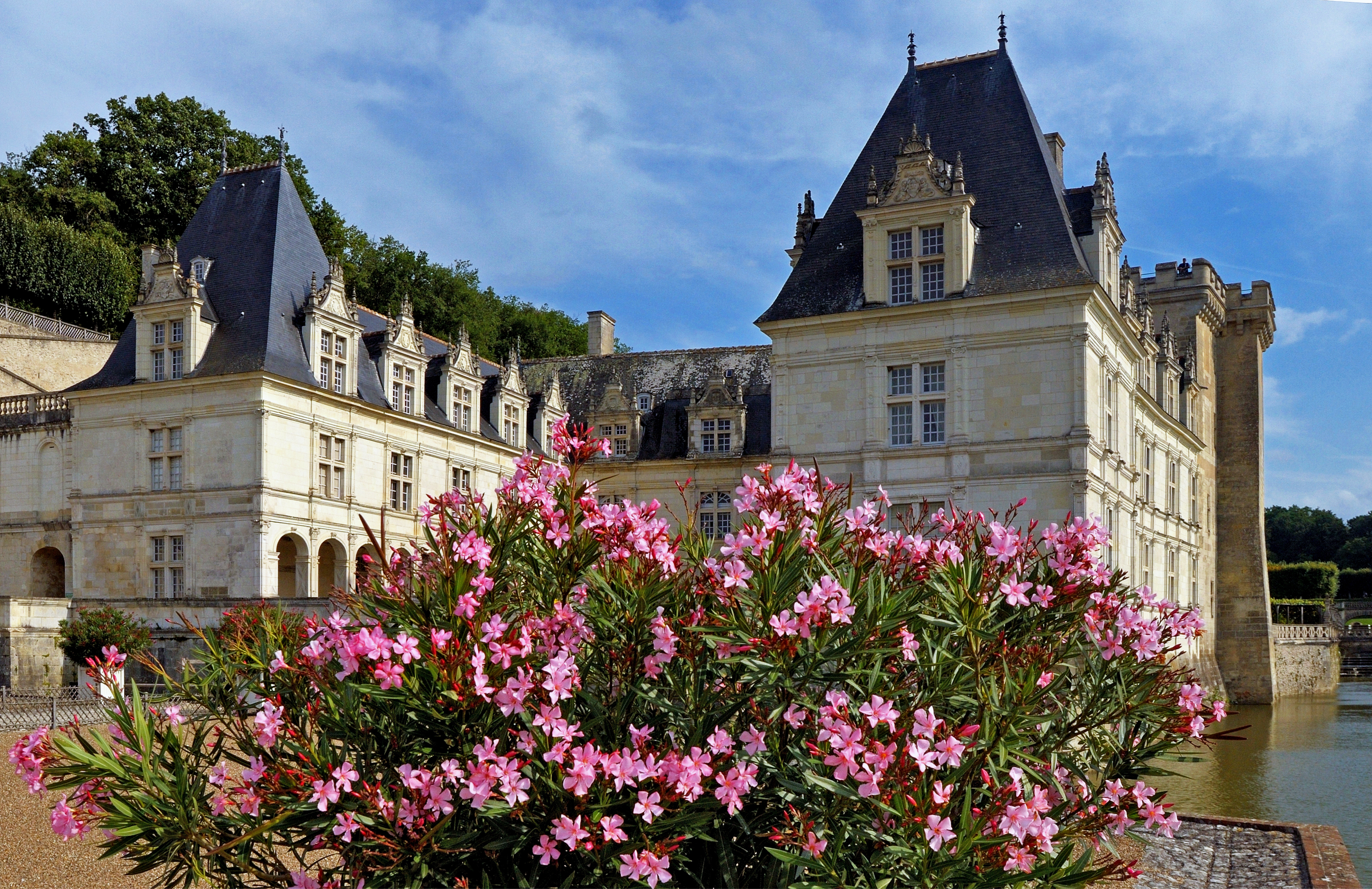
A villandryi kastély, 2011
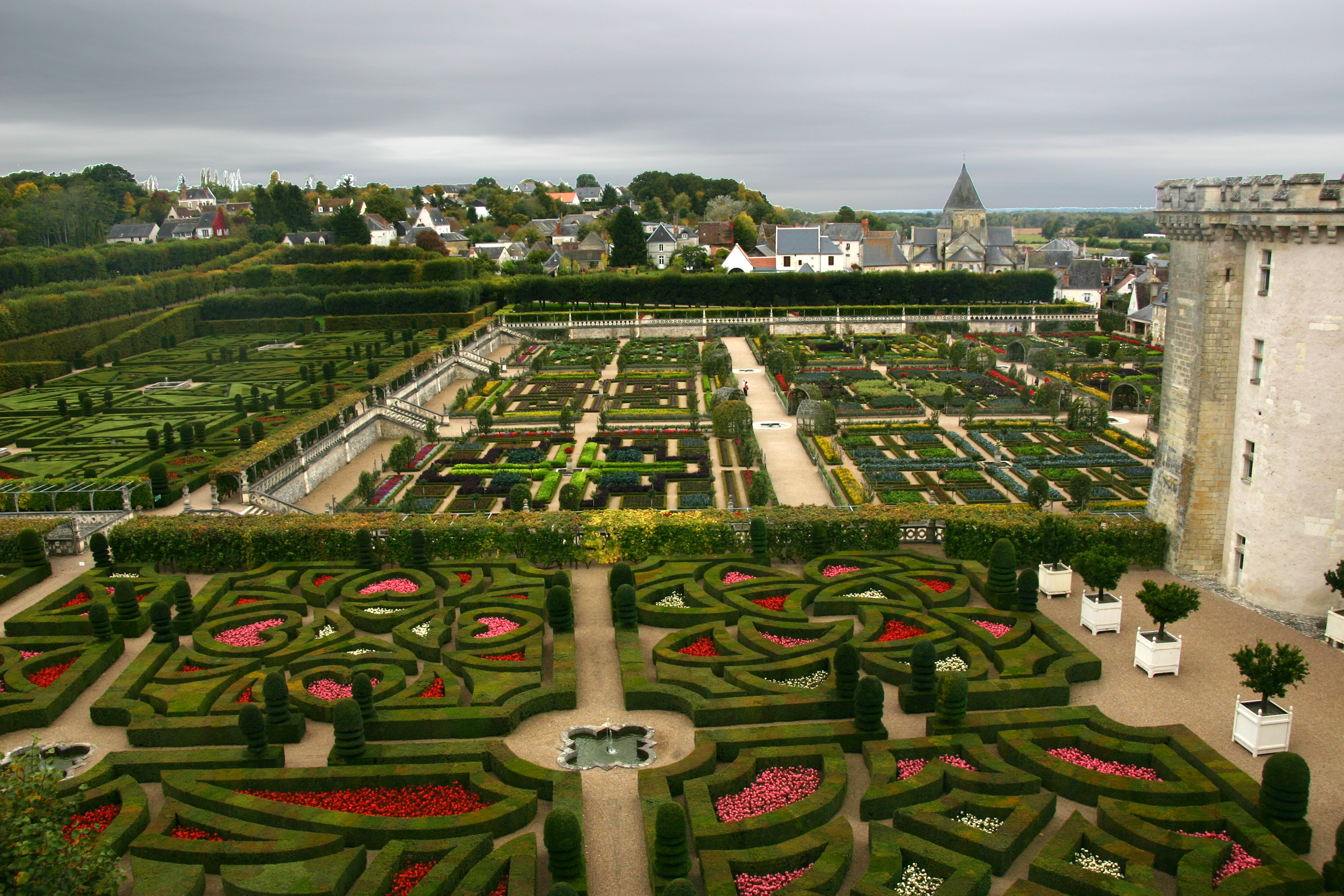
A villandryi kastély kertje, 2008